# Batdragten
Batdragten er et kostume som DC Comicss superhelt Batman bærer i deres tegneserier. Dragten er blevet afbildet i en række forskellige iteration, og i historierne har Batman også modificeret detaljerne på sin dragt fra tid til anden.
Normalt består den dog af en grå dragt, der dækker hele kroppen, med en emblem udformet som en stiliseret sort flagermus på brystet, nogle gange med gult omkring, og enten med blå eller sort tilbehør; en kappe, handsker med finner, underbukser uden på dragten, støvler og en tætsiddende hætte eller maske, der dækker den øverste halvdel af ansigtet med spidse øre på. Derudover hører Batmans bælte også til dragten, som indeholder en række værktøjer og våben, som Batman bruger.